# Bahremān
Bahremān (persiska: بهرمان, Bāhermūn) är en ort i Iran.   Den ligger i provinsen Kerman, i den centrala delen av landet, 700 km sydost om huvudstaden Teheran. Bahremān ligger 1 332 meter över havet och antalet invånare är 4 405.
Terrängen runt Bahremān är platt åt sydväst, men åt nordost är den kuperad. Runt Bahremān är det ganska glesbefolkat, med 39 invånare per kvadratkilometer. Bahremān är det största samhället i trakten. Trakten runt Bahremān är ofruktbar med lite eller ingen växtlighet.